# Fournaudin
Fournaudin település Franciaországban, Yonne megyében. Lakosainak száma 130 fő (2022. január 1.). Fournaudin Bérulle, Venizy, Arces-Dilo, Bœurs-en-Othe, Cérilly és Coulours községekkel határos.

## Népesség
A település népességének változása:
| Lakosok száma | 119  | 120  | 122  | 121  | 120  | 119  | 118  | 124  | 130  |
|               | 2013 | 2015 | 2016 | 2017 | 2018 | 2019 | 2020 | 2021 | 2022 |